# Houten
Houten  è una municipalità dei Paesi Bassi di 49 395 abitanti situata nella provincia di Utrecht.